# Dalbergia spinosa
Dalbergia spinosa är en ärtväxtart som beskrevs av William Roxburgh. Dalbergia spinosa ingår i släktet Dalbergia, och familjen ärtväxter. Inga underarter finns listade i Catalogue of Life.